# Máquina eléctrica doblemente alimentada
Las máquinas eléctricas doblemente alimentadas, también denominadas generadores de anillos rozantes, motores eléctricos o generadores eléctricos, donde tanto los devanados del rotor como los devanados del estator están conectados por separado a equipos fuera de la máquina.
Al alimentar corriente alterna de frecuencia ajustable a los devanados del rotor , se puede hacer que el campo magnético gire, lo que permite la variación en la velocidad del motor o del generador. Esto es útil, por ejemplo, para generadores utilizados en turbinas eólicas . Los aerogeneradores basados en DFIG (Generador Asíncrono Doblemente Alimentado), debido a su flexibilidad y capacidad para controlar la potencia activa y reactiva, son casi la tecnología de aerogeneradores más interesante.

## Introducción

Generador doblemente alimentado para aerogenerador.

Los generadores eléctricos doblemente alimentados son similares a los generadores eléctricos de CA, pero tienen características adicionales que les permiten funcionar a velocidades ligeramente superiores o inferiores a su velocidad síncrona natural. Esto es útil para grandes aerogeneradores de velocidad variable, porque la velocidad del viento puede cambiar repentinamente. Cuando una ráfaga de viento golpea una turbina eólica, las palas intentan acelerar, pero un generador síncrono está bloqueado a la velocidad de la red eléctrica y no puede acelerar. Por lo tanto, se desarrollan grandes fuerzas en el eje, la caja de cambios y el generador a medida que la red eléctrica recibe potencia. Esto provoca desgaste y daños en el mecanismo. Si se permite que la turbina aumente su velocidad inmediatamente cuando es golpeada por una ráfaga de viento, las tensiones son menores y la energía de la ráfaga de viento aún se convierte en electricidad útil.
Un enfoque para permitir que la velocidad de la turbina eólica varíe es aceptar cualquier frecuencia que produzca el generador, convertirla en CC y luego convertirla en CA a la frecuencia de salida deseada mediante un inversor . Esto es común para las turbinas eólicas de casas pequeñas y granjas. Pero los inversores necesarios para las turbinas eólicas a escala de megavatios son grandes y caros.
Los generadores doblemente alimentados son otra solución a este problema. En lugar del habitual devanado del rotor  alimentado con CC, y un devanado de estator por donde sale la electricidad generada, existen dos devanados trifásicos, uno estacionario y otro rotativo, ambos conectados por separado a equipos externos al generador. Por lo tanto, el término doblemente alimentado se utiliza para este tipo de máquinas.
El devanado de estator está conectado directamente a la salida y produce energía de CA trifásica a la frecuencia de red deseada. El devanado del rotor (llamado devanado de excitación en el generador síncrono, pero aquí ambos devanados pueden ser salidas) está conectado a la alimentación de CA trifásica a frecuencia variable. Esta potencia de entrada se ajusta en frecuencia y fase para compensar los cambios en la velocidad de la turbina.
El ajuste de la frecuencia y la fase requiere un convertidor de CA a CC a CA. Esto generalmente se fabrica a partir de semiconductores IGBT muy grandes. El convertidor es bidireccional y puede pasar energía en cualquier dirección. La potencia puede fluir tanto desde este devanado como desde el devanado de salida.

## Historia
Con sus orígenes en los motores de inducción de rotor bobinado con conjuntos de devanados multifásicos en el rotor y el estator, respectivamente, que fueron inventados por Nikola Tesla en 1888, el conjunto de devanados del rotor de la máquina eléctrica doblemente alimentada está conectado a una selección de resistencias a través de anillos colectores multifásicos para el arranque. Sin embargo, como técnica de control de velocidad, la potencia de deslizamiento se pierde en las resistencias. Por lo tanto, se desarrollaron medios para aumentar la eficiencia en la operación de velocidad variable mediante la recuperación de la potencia de deslizamiento (accionamientos en cascada). En la cascada de Krämer (o Kraemer), el rotor estaba conectado a un conjunto de máquinas de CA y CC que alimentaba una máquina de CC conectada al eje de la máquina de anillos colectores. En estos sistemas, la potencia de deslizamiento se devolvía como potencia mecánica y el accionamiento podía controlarse mediante las corrientes de excitación de las máquinas de CC. El inconveniente de la cascada de Krämer es que es necesario sobredimensionar las máquinas para hacer frente a la potencia circulante adicional. Este inconveniente se corrigió en la cascada de Scherbius, donde la potencia de deslizamiento se devuelve a la red de CA mediante grupos electrógenos de motor.
La maquinaria rotatoria utilizada, en las cascadas mecánicas, para el suministro del rotor era pesada y costosa. En este sentido la cascada estática de Scherbius fue una mejora. En ésta, el rotor estaba conectado a un conjunto rectificador-inversor construido primero con dispositivos basados en arco de mercurio y luego con diodos semiconductores y tiristores. En los esquemas que usaban un rectificador, el flujo de energía solo era posible fuera del rotor debido al rectificador no controlado. Además, solo era posible el funcionamiento subsíncrono como motor.
Otro concepto que utilizaba un convertidor de frecuencia estático tenía un cicloconvertidor conectado entre el rotor y la red de CA. A través del cicloconvertidor puede fluir energía en ambas direcciones y, por lo tanto, la máquina puede funcionar a velocidades subsíncronas (motor) y sobresíncronas (generador). Se han utilizado grandes máquinas doblemente alimentadas y controladas por cicloconvertidores para hacer funcionar generadores monofásicos que alimentan la red ferroviaria en Europa, de 16 2⁄3 Hz. Las máquinas accionadas por cicloconvertidores también pueden hacer funcionar las turbinas en plantas de almacenamiento por bombeo.
Hoy en día, el variador de frecuencia utilizado en aplicaciones de hasta unas pocas decenas de megavatios consiste en dos inversores IGBT conectados espalda con espalda.

## Generador de inducción doblemente alimentado
El generador de inducción doblemente alimentado (DFIG) constituye un principio de generación ampliamente utilizado en turbinas eólicas . Se basa en un generador de inducción con un rotor devanado multifásico y un conjunto de anillos colectores multifásicos con escobillas para acceder a los devanados del rotor. Es posible evitar el montaje de anillos colectores multifásicos, pero existen problemas de eficiencia, costo y tamaño. Una mejor alternativa es una máquina eléctrica doblemente alimentada con rotor devanado sin escobillas.

Principio de un generador de inducción de doble alimentación conectado a un aerogenerador

El principio del DFIG es que los devanados del estator están conectados a la red y los devanados del rotor están conectados al convertidor a través de anillos colectores y un convertidor CA a CD a CA que controla las corrientes del rotor y de la red. Por lo tanto, la frecuencia del rotor puede diferir libremente de la frecuencia de la red (50 o 60 Hz). Al utilizar el convertidor para controlar las corrientes del rotor, es posible ajustar la potencia activa y reactiva alimentada a la red desde el estator independientemente de la velocidad de giro del generador. El principio de control utilizado es el control vectorial de corriente de dos ejes o el control de par directo (DTC). El DTC ha resultado tener una mejor estabilidad que el control vectorial de corriente, especialmente cuando se requieren altas corrientes reactivas del generador.
Los rotores del generador doblemente alimentados suelen estar devanados con 2 a 3 veces el número de vueltas del estator. Esto significa que los voltajes del rotor serán más altos y las corrientes, respectivamente, más bajas. Por lo tanto, en el rango típico de velocidad operativa de ±30 % alrededor de la velocidad síncrona, la corriente nominal del convertidor es, en consecuencia, más baja, lo que conduce a un costo más bajo del convertidor. El inconveniente es que la operación controlada fuera del rango de velocidad operativa es imposible debido a que el voltaje del rotor es más alto que el nominal. Además, los transitorios de tensión debidos a las perturbaciones de la red (sobre todo, caídas de tensión trifásicas y bifásicas) también se verán magnificados. Para evitar que las altas tensiones del rotor (y las altas corrientes resultantes de estas tensiones) destruyan los IGBT y los diodos del convertidor, se utiliza un circuito de protección (llamado Crowbar ).
El Crowbar provocará un cortocircuito en los devanados del rotor a través de una pequeña resistencia cuando se detecten corrientes o voltajes excesivos. Para poder continuar la operación lo más rápido posible, debe usarse una Crowbar activo.  El Crowbar activo puede eliminar el cortocircuito del rotor de forma controlada y, por lo tanto, el convertidor del lado del rotor solo se puede iniciar después de 20–60 ms desde el inicio de la perturbación de la red cuando la tensión restante se mantiene por encima del 15% de la tensión nominal. Así, es posible generar corriente reactiva a la red durante el resto del hueco de tensión y de esta forma ayudar a la red a recuperarse del fallo. Para la capacidad de soportar huecos de tensión, es común esperar hasta que finalice la caída porque, de lo contrario, no es posible conocer el ángulo de fase donde se debe inyectar la corriente reactiva.
En resumen, una máquina de inducción doblemente alimentada es una máquina eléctrica de rotor bobinado doblemente alimentada y tiene varias ventajas sobre una máquina de inducción convencional en aplicaciones de energía eólica. En primer lugar, como el circuito del rotor está controlado por un convertidor de electrónica de potencia, el generador de inducción puede consumir y generar potencia reactiva . Esto tiene consecuencias importantes para la estabilidad del sistema de potencia y permite que la máquina respalde la red durante perturbaciones severas de voltaje ( la capacidad de soportar huecos de tensión capacidad de soportar huecos de tensión : LVRT). En segundo lugar, el control de las tensiones y corrientes del rotor permite que la máquina de inducción permanezca sincronizada con la red mientras varía la velocidad del aerogenerador. Una turbina eólica de velocidad variable utiliza el recurso eólico disponible de manera más eficiente que una turbina eólica de velocidad fija, especialmente durante condiciones de viento ligero. En tercer lugar, el costo del convertidor es bajo en comparación con otras soluciones de velocidad variable porque solo una fracción de la potencia mecánica, generalmente entre el 25 y el 30 %, se alimenta a la red a través del convertidor, y el resto se alimenta a la red directamente desde el estator. La eficiencia del DFIG es muy buena por la misma razón.